# Zweites Konzil von Konstantinopel

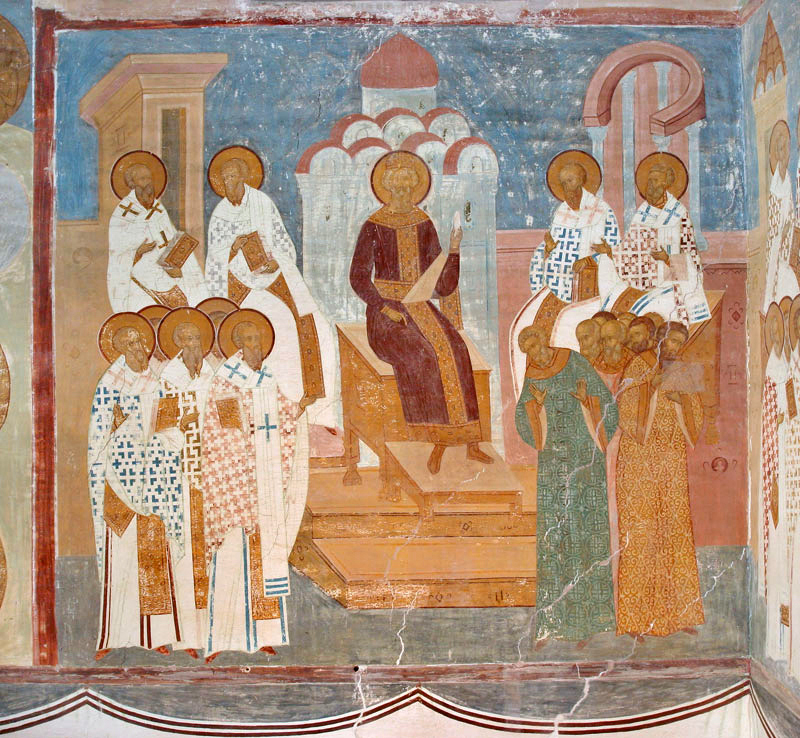
Das zweite Konzil von Konstantinopel (Fresko von 1502 im Kloster Ferapontow, Oblast Wologda, Russland)

Das zweite Konzil von Konstantinopel (lat. Concilium Constantinopolitanum II) war das fünfte ökumenische Konzil und fand 553 unter dem Vorsitz von Eutychius, des Patriarchen von Konstantinopel, statt, um Fragen zu lösen, die aus den Entscheidungen des Konzils von Chalkedon (451) entstanden waren. Im Kern ging es um die Frage nach dem Verhältnis der göttlichen und menschlichen Natur Christi zueinander, die mittlerweile seit einem vollen Jahrhundert die Christen spaltete (siehe Monophysitismus). Konkreter Anlass der Versammlung war der sogenannte Dreikapitelstreit. Das Konzil verwarf dabei drei ältere christliche Schriften als im Irrtum befindlich, da sie im Wesentlichen nestorianischer Natur seien; im Rahmen eines Kompromisses wurde jedoch ausdrücklich darauf verzichtet, deren Autoren deshalb als Häretiker zu bezeichnen.

## Ablauf und Teilnehmer des Konzils
Einberufen wurde es 553 vom oströmischen Kaiser Justinian, der auch persönlich in die Diskussion eingriff, allerdings nicht selbst anwesend war.

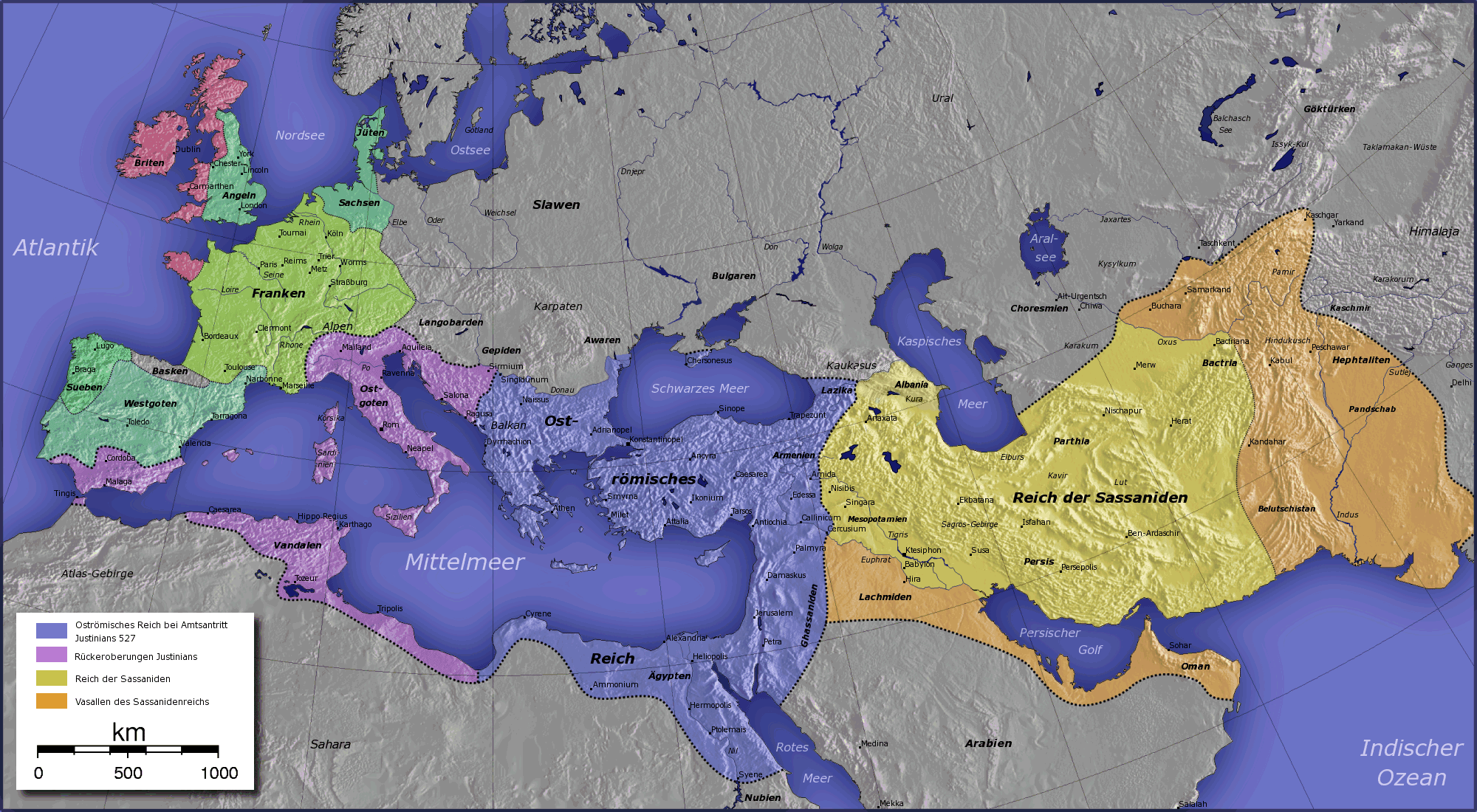
Das Oströmische Reich (blau) bei der Thronbesteigung Justinians (527 n. Chr.) und bei seinem Tod (565 n. Chr.). Im Verlauf des 5. Jahrhunderts war der Westen des Imperium Romanum der direkten kaiserlichen Kontrolle entglitten, doch bis 553 waren Italien, Nordafrika und Südspanien (violett) zurückerobert worden.

Es fand in acht Sitzungen zwischen dem 5. Mai und dem 2. Juni 553 statt. Die prominentesten Teilnehmer waren die Patriarchen von Antiochia und Alexandria. Die Zahl der beteiligten Bischöfe aus dem Westen unter den insgesamt etwa 150 teilnehmenden Bischöfen war gering. Der römische Papst Vigilius weilte zwar in Konstantinopel, war aber bei der Versammlung nicht persönlich anwesend, sondern ließ sich wie der Patriarch von Jerusalem durch Legaten vertreten. Vigilius, der dem kaiserlichen Druck und der überlegenen oströmischen Diplomatie nicht gewachsen war, gab sein Urteil gesondert ab (Constitutum I vom 14. Mai 553). Es enthielt keine Verurteilung der drei zur Diskussion stehenden Kapitel; allerdings vertrat das Konzil nach Intervention des Kaisers den Standpunkt, Vigilius habe bereits früher einer Verurteilung zugestimmt. In der achten Sitzung des Konzils wurden in 14 Kanones einige dogmatische Lehrpunkte verurteilt, die im Wesentlichen die Positionen Justinians im „Dreikapiteledikt“ von 551 aufnahmen. Vigilius akzeptierte schließlich die Verurteilung (Constitutum II, 23. Februar 554) und durfte nach Rom zurückkehren.

## Konzilsakten
Die griechischen Akten des Konzils sind nur in einer lateinischen Übersetzung erhalten. Daraus wurde eine gereinigte Fassung erstellt, die Papst Vigilius nicht belastete. Vigilius' Nachfolger Pelagius I., der Vigilius als Päpstlicher Legat unterstützt und zunächst in einer Eingabe die „Drei Kapitel“ verteidigt hatte, übernahm ebenfalls die Aussagen des Konzils. Die Beschlüsse des Konzils führten besonders in Oberitalien zu Streitigkeiten bis an den Rand eines Schismas. Papst Pelagius erreichte ein Einlenken der Kontrahenten, und die Synode behielt ökumenischen Rang. Jedoch blieb die Annahme der Konzilsbeschlüsse im Westen überwiegend nur formell und stand unter dem Vorbehalt, dass die Beschlüsse des Konzils von Chalkedon nicht geschmälert wurden. Die Beschlüsse des Konzils von Konstantinopel werden heute von den orthodoxen, katholischen und evangelischen Kirchen anerkannt.

## Theorien zur Verurteilung der Lehren des Origenes durch das Konzil
In der Forschungsliteratur des 19. Jahrhunderts wurde angenommen, das Konzil habe theologische Lehren verurteilt, die auf den Kirchenschriftsteller Origenes zurückgingen, und er selbst sei als Häretiker verdammt worden. Bei den angeblich vom Konzil verurteilten Aussagen handelt es sich insbesondere um die Idee der Präexistenz der Seele und die Lehre von der Apokatastasis, der letztendlichen Versöhnung des gnädigen Gottes mit allen Geschöpfen, auch reulosen Sündern und Ungläubigen. 
In nichtwissenschaftlicher Literatur wird außerdem noch in neuerer Zeit behauptet, das Konzil habe eine Origenes zugeschriebene Seelenwanderungslehre verurteilt und überdies Änderungen am Bibeltext vorgenommen, um der Seelenwanderungslehre die biblische Grundlage zu entziehen. Dafür bieten die Quellen aber keine Belege oder Indizien. 
Nach dem aktuellen Forschungsstand, der im Wesentlichen auf Ergebnissen von Franz Diekamp fußt, ist anzunehmen, dass die überlieferte Verurteilung von fünfzehn Thesen des Origenes oder seiner Anhänger nicht von dem ökumenischen Konzil beschlossen wurde, sondern von einer vor dessen Eröffnung abgehaltenen Synode, zu der sich ein Teil der anschließend am ökumenischen Konzil beteiligten Bischöfe versammelt hatte. Die Beschlüsse dieser Synode hatten nicht den Rang von Dokumenten eines allgemeinen Konzils. Die von der Synode als häretisch verurteilten fünfzehn Thesen enthalten keinen Bezug auf eine Reinkarnationslehre.

## Editionen und Übersetzungen
- Concilium Constantinopolitanum II. In: Giuseppe Alberigo, Giuseppe A. Dossetti, Péricles-Pierre Joannou, Claudio Leonardi, Paolo Prodi (Hrsg.): Conciliorum Oecumenicorum Decreta. 3. Auflage. Istituto per le scienze religiose, Bologna 1973, S. 105–122 (archive.org [abgerufen am 10. Mai 2022]).
- Zweites Konzil von Konstantinopel - 553. In: Josef Wohlmuth (Hrsg.): Konzilien des ersten Jahrtausends. Vom Konzil von Nizäa (325) bis zum Vierten Konzil von Konstantinopel (869/70) (= Dekrete der ökumenischen Konzilien. Band 1). 3. Auflage. Schöningh, Paderborn, München, Wien, Zürich 2002, S. 107–122. [Griechischer und lateinischer Text nach der Ausgabe von Alberigo et al. von 1973, deutsche Übersetzung auf Basis des griechischen Textes unter Berücksichtigung auch jüngerer Editionen.]
- Richard Price: The Acts of the Council of Constantinople of 553: With Related Texts on the Three Chapters Controversy (= Translated Text for Historians. Band 51). Liverpool University Press, Liverpool 2009, ISBN 978-1-84631-100-0, doi:10.3828/978-1-84631-178-9.